# Georges Henein

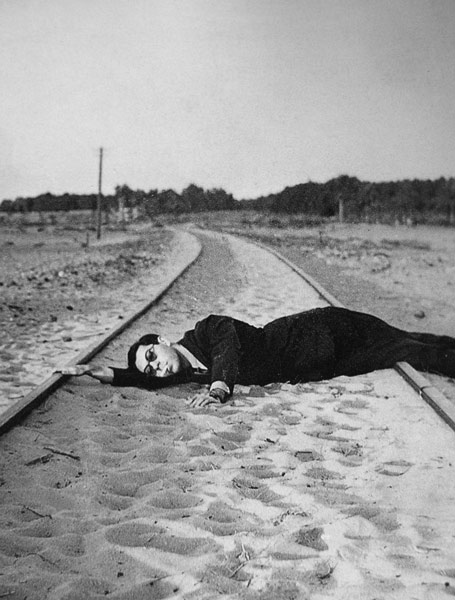
Georges Henein

Georges Henein (* 20. Januar 1914 in Kairo; † 18. Juli 1973 in Paris) war ein ägyptischer Dichter und Schriftsteller französischer Sprache.

## Leben und Werk
Georges Henein wuchs als Sohn eines koptischen Diplomaten in Kairo auf. Er war Grenzgänger zwischen der arabischen und der französischen Kultur, die er in Kairo führend verbreitete. Zusammen mit seinen Freunden, dem Schriftsteller Edmond Jabès und dem Künstler Kamel el-Telmissany (1915–1972) gründete er im Alter von 24 Jahren den ägyptischen Zweig des Surrealismus und 1940 die avantgardistische Zeitschrift Al Tattawor (Die Entwicklung). 1948 brach er mit den Surrealisten. 1960 ging er ins Exil nach Frankreich. Zu Lebzeiten veröffentlichte er wenig. Erst nach seinem Tod 1973 in Paris erschienen von 1977 bis 1988 fünf Werke und 2006 das Gesamtwerk in einem Band von 1000 Seiten. Er nannte sich selbst den « Troubadour des Schweigens ».

## Werke (Auswahl)
- Alfred Jarry ou La décision du mépris (1936)
- Déraisons d’être. J. Corti, Paris 1938.
- Un temps de petite fille. Éditions de Minuit, Paris 1947.
- (Hrsg. mit Ramsès Younane, 1913–1966) La Part du sable. Cahier de textes poétiques et critiques, dann: Cahier de littérature appliquée. 2 Nummern. Kairo Februar 1947 und April 1950. (Redaktionskomitee : Charles Ernest Lucet, Edmond Jabès, Yves Régnier, Georges Henein, Jean Grenier)
- (Hrsg. mit Magdi Wahba) Vues sur Kierkegaard. La Part du sable, Kairo 1955.
- Le seuil interdit. Mercure de France, Paris 1956.

### Postum
- Notes sur un pays inutile. Nouvelles. Puyraimond, Paris 1977.
- Le signe le plus obscur. Poèmes. Puyraimond, Paris 1977.
- La Force de saluer. Éditions de la Différence, Paris 1978. (Vorwort von  Patrick Waldberg)
- L’Esprit frappeur. Carnets 1940–1973. Encre, Paris 1980.
- Notes sur un pays inutile. Le Tout sur le tout, Paris 1982.
- Œuvres. Poèmes, récits, essais, articles et pamphlets. Hrsg. Pierre Vilar (* 1965) unter Mithilfe von Marc Kober und Daniel Lançon. Denoël, Paris 2006. (Vorworte von Yves Bonnefoy und Berto Farhi)